# 阿曼達·西耶弗里德
阿曼達·蜜雪兒·塞佛瑞（英語：Amanda Michelle Seyfried，1985年12月3日—）是一位美國女演員、歌手和模特兒，她從11歲開始擔任演出，從此開啟了她的演藝生涯。2004年，她參與的第一部電影作品《辣妹過招》正式上映，同時也開始參與一些獨立製片的電影，如《九條命》（2005）、《布魯斯威利之終極黑幫》（2006）。她也在UPN TV的節目《偵探小天后》（2004-2006）擔任了常設角色。在2006至2011年間，她參與HBO的《三棲大丈夫》。在那之後，亞曼達參與了音樂劇電影《媽媽咪呀》的演出。

其他由她擔任主要角色的電影作品還有《辣的要命》（2009）、《色·誘》（2009）、《最後一封情書》（2010）、《給茱麗葉的信》（2010）、《血紅帽》（2011）、《鐘點戰》（2011）、《致命救援》（2012）、《悲慘世界》（2012）、《A片女神 深喉嚨》（2013）及《西部的一百万种死法》（2014）與《熊麻吉2》（2015）等。

## 早年生活
1985年，阿曼達塞佛瑞出生在賓夕法尼亞州的利哈伊縣阿倫敦，她的母親Ann (née Sander)是一個職能治療師，她的父親傑克塞佛瑞是一個藥劑師。她有著德國血統，同時也有一些蘇格蘭-愛爾蘭及英格蘭血統。她於2003年由阿倫敦的威廉艾倫高中畢業。她有一位姊姊，珍妮佛塞佛瑞，是一位費城的搖滾樂團的成員，團名叫做「Love City」。

## 演藝生涯

### 早期作品 (1996–2005)
在阿曼達塞佛瑞擔任模特兒時期，她曾經和蕾頓米絲特一起出現在如「Limited Too」等衣服品牌的廣告宣傳照上。  從她十七歲開始，她停止擔任模特兒， 同時在退休社區中擔任女服務生。 她上了許多發聲課程，也學習如何演唱，在她還是青少女時期就開始接受百老匯教練的訓練。然後她開始在帶狀戲劇《指路明燈》中擔任演出，不過她的名字並沒有被標注在演員名單中。 在2000至2001年間，她在電視劇《As the World Turns》中，成功詮釋了「Lucy Montgomery」這個常設角色， 以及2002至2003年間，ABC電視台《All My Children》中的Joni Stafford。

### 突破作品 (2006–2011)
2008年三月，她參與了驚悚喜劇《辣的要命》的演出。在片中，她飾演Anita "Needy" Lesnicki，是女主角最好的朋友。 《辣的要命》於2009年在多倫多影展中首映，並於2009年9月18日在美國上映， 但得到的評價卻褒貶不一。同年，她參與了獨立喜劇電影《Boogie Woogie》，並在片中飾演Paige Oppenheimer，是一個合演電影中的主角。該片最初在2009年6月26日於愛丁堡國際電影節首映，2010年4月25日於美國電影院首映。2009年2月22日，她在第81屆奧斯卡金像獎上擔任頒獎人，並且參與節目演出。 2009年三月上旬，導演查克·史奈德希望由她來飾演電影《殺客同萌》女主角洋娃娃，但由於電視劇《三棲大丈夫》的檔期問題而棄演。

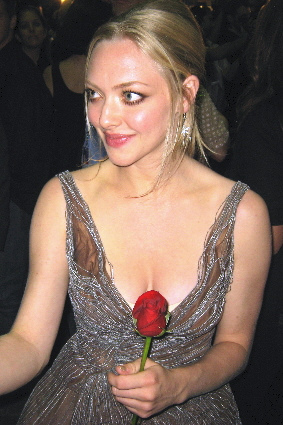
阿曼達塞佛瑞在2009年多倫多影展的《辣的要命》首映

她與查尼·泰坦共同演出了尼可拉斯·史派克小說《分手信》改編的電影《最後一封情書》，該片於2010年2月5日上映，普遍得到了負面的評價。她為該片創作並演唱了歌曲《Little House》，同時收錄在《最後一封情書》電影原聲帶中。儘管評價不好，《最後一封情書》還是打敗了《阿凡達》的紀錄，在美國賣了8000萬美金以及全球1.15億美金的票房。
她也參與了情色驚悚電影《色·誘》的演出，並飾演女主角克洛伊，該片於2009年九月在多倫多影展首映，2010年3月26日於美國上映。在片中，她飾演被僱來測試丈夫的妓女，因為他的妻子認為丈夫對她不忠。《色·誘》在宣傳上的成功，使得該片成為導演艾騰·伊格言最賣座的電影。她在片中的演出獲得影評的好評：這也幫助她在業界獲得更多有趣角色的演出機會。
2010年後期，她參與了改編自Lise and Ceil Friedman小說的電影《給茱麗葉的信》，普遍得到影評不錯的評價，獲得了8000萬美金的全球票房。她開始成名，在2010年MTV電影獎中，她獲得了「年度最具突破女演員獎」，同時也以《辣的要命》及《最後一封情書》分別入圍了「Scared-As-S**T"」獎及「最佳女演員」獎。在同一年，她入選了富比士「17位最應該認識的明星（The 17 Stars To Watch）」，也在青少年票選獎中入選三項大獎，其中包括了「最佳女演員」以及跟查尼·泰坦入圍「最佳螢幕情侶（Choice Movie Chemistry）」獎，她也以《給茱麗葉的信》入選最佳浪漫喜劇獎。
2009年一月，她開始在改編自Oscar Wilde的喜劇電影《A Woman of No Importance》中出現， 原先這部作品應該在2011年問世，  卻在2010年宣布，因為資金短缺的問題，這部電影將無法順利完成。 2009年，她本來被安排演出電影《變裝男侍》，卻因為行程衝突，該角色最後被蜜雅娃絲柯思卡取代。  她也參與了電影《血紅帽》的演出，該片於2009年三月上映，但本片的評價大多都不太正面，但還是以4200萬美金的預算，獲得了9000萬的全球票房。她也演出了安德魯·尼可執導的電影《鐘點戰》，該片於2011年十月上映，雖然評價兩極，但還是獲得了1億7000萬美金的全球票房。在同年，她也成為日本Clé de peau BEAUTÉ的品牌代言人。

### 近期作品 (2012–現在)
2012年年初，阿曼達塞佛瑞主演了驚悚電影《致命救援》。之後在音樂劇電影《悲慘世界》中飾演珂賽特。該片與她的演出得到了許多正面的評價，也獲得了奧斯卡最佳影片的入圍。該片在全世界總共獲得4.4億美元的票房。
2013年，阿曼達塞佛瑞參與了《婚禮大聯矇》的演出，並且參與《森林戰士》的配音。並且在羅布·愛潑斯坦及謝菲·費烈曼執導的電影《A片女神 深喉嚨》中飾演傳奇AV女優琳達·拉芙蕾絲。她在電影中的表現，贏得了影評人一致的好評。
同一年，她也參與了電視劇《The End of Love》的演出。原本她答應演出電影《Z for Zachariah》 但最後這個角色被瑪歌·羅比給取代了。 同時，她也擔任紀梵希該年的品牌模特兒。
2015年，她與馬克·華伯格、塞思·麥克法蘭與演出喜劇《泰迪熊2》，同時也參與電影《潘恩：航向夢幻島》演出，飾演彼得潘的母親。

## 私人生活
她有蒐藏動物標本的習慣，她有蒐藏了一些小馬、狐狸、貓頭鷹、麋鹿、山羊、雜交動物標本鹿、蝴蝶等等，柯南·奥布莱恩在他的節目《Conan》也給了她一個浣熊的動物標本。
從2013年十月，她開始與演員賈斯汀·隆交往。兩人於2015年九月正式分手。同年與男星托馬斯·薩多斯基交往，於2016年訂婚及懷孕生下一女。她的左腳上有一個手寫字樣的刺青。
2016年十月，《Allure》雜誌的採訪中，阿曼達坦承自己患有強迫症及恐慌症，所以她始終無法克服心中恐懼上舞台表演，甚至還會有質疑自己為什麼會出現在演藝圈等念頭。從19歲開始，她就一直有服用抗憂鬱藥劑「立普能」。經過多年的治療後強迫症與恐慌症的改善許多。

## 影視作品

### 電影
| 年份   | 電影                     | 電影                              | 角色                                           | 備註        |
| 年份   | 譯名                     | 原名                              | 角色                                           | 備註        |
| ------ | ------------------------ | --------------------------------- | ---------------------------------------------- | ----------- |
| 2004年 | 《辣妹過招》             | Mean Girls                        | 凱倫·史密斯 Karen Smith                        |             |
| 2005年 | 《美國槍枝的秘密》       | American Gun                      | 老鼠 Mouse                                     |             |
| 2006年 | 《布魯斯威利之終極黑幫》 | Alpha Dog                         | 茱莉·貝克里 Julie Beckley                      |             |
| 2008年 | 《斃夜旅行》             | Solstice                          | 柔伊 Zoe                                       |             |
| 2008年 | 《媽媽咪呀！》           | Mamma Mia!                        | 蘇菲·雪瑞登 Sophie Sheridan                    |             |
| 2009年 | 《辣的要命》             | Jennifer's Body                   | 安妮塔“妮蒂”·雷斯尼克基 Anita "Needy" Lesnicki |             |
| 2010年 | 《最後一封情書》         | Dear John                         | 莎凡娜·琳·柯蒂斯 Savannah Lynn Curtis          |             |
| 2010年 | 《色．誘》               | Chloe                             | 高兒·斯威尼 Chloe Sweeney                      |             |
| 2010年 | 《給茱麗葉的信》         | Letters To Juliet                 | 蘇菲 Sophie                                    |             |
| 2011年 | 《血紅帽》               | Red Riding Hood                   | 薇樂麗 Valerie                                 |             |
| 2011年 | 《鐘點戰》               | In Time                           | 席薇亞·懷斯 Sylvia Weis                        |             |
| 2011年 | 《A Bag of Hammers》     | A Bag of Hammers                  | Amanda                                         |             |
| 2012年 | 《致命救援》             | Gone                              | 吉兒 Jill Conway                               |             |
| 2012年 | 《悲慘世界》             | Les Misérables                    | 珂賽特 Cosette                                 |             |
| 2013年 | 《A片女神 深喉嚨》       | Lovelace                          | 蓮達·露芙莉絲 Linda Lovelace                   |             |
| 2013年 | 《婚禮大聯矇》           | The Big Wedding                   | 美絲 Missy O'Connor                            |             |
| 2013年 | 《森林戰士》             | Epic                              | 瑪莉 Mary Katherine (M.K.)                     | 配音        |
| 2014年 | 《百萬種硬的方式》       | A Million Ways to Die in the West | Louise                                         |             |
| 2014年 | 《青春倒退嚕》           | While We're Young                 | Darby                                          |             |
| 2015年 | 《萬物一體》             | Unity                             | Narrator                                       | 旁述        |
| 2015年 | 《熊麻吉2》              | Ted 2                             | Samantha L. Jackson                            |             |
| 2015年 | 《潘恩：航向夢幻島》     | Pan                               | Mary                                           |             |
| 2015年 | 《聖誕好家在》           | Love the Coopers                  | Ruby                                           |             |
| 2015年 | 《幸福再敲門》           | Fathers & Daughters               | Katie                                          |             |
| 2017年 | 《她其實沒那麼壞》       | The Last Word                     | Anne Sherman                                   |             |
| 2017年 | 《職業觀眾》             | The clapper                       | Judy                                           |             |
| 2018年 | 《老闆好壞》             | Gringo                            | 珊妮 Sunny                                     |             |
| 2018年 | 《視界戰》               | Anon                              | 女孩 The Girl                                  |             |
| 2018年 | 《媽媽咪呀！回來了》     | Mamma Mia! Here We Go Again       | 蘇菲·雪瑞登 Sophie Sheridan                    |             |
| 2019年 | 《我在雨中等你》         | The Art of Racing in the Rain     | 伊芙·絲薇芙特 Eve Swift                        |             |
| 2020年 | 《狗狗史酷比！》         | Scoob!                            | 黛芬·布蕾克 Daphne Blake                       | 配音        |
| 2020年 | 《你本應離開》           | You Should Have Left              | 蘇珊娜 Susanna                                 |             |
| 2020年 | 《曼克》                 | Mank                              | 瑪麗恩·戴維斯 Marion Davies                    |             |
| 2021年 | 《謎屋闇語》             | Things Heard and Seen             | Catherine Claire                               | Netflix上線 |
| 2021年 | 《如釋重負》             | A Mouthful of Air                 | 茱莉 Julie                                     |             |
| 2023年 | 《七面紗》               | Seven Veils                       | Jeanine                                        |             |

### 電視
| 年份      | 劇名               | 角色                      | 備註                                      |
| --------- | ------------------ | ------------------------- | ----------------------------------------- |
| 1999–2001 | As the World Turns | Lucinda "Lucy" Montgomery | 27集                                      |
| 2003      | 我的孩子們         | Joni Stafford             | 3集                                       |
| 2004      | 法網遊龍：特案組   | Tandi McCain              | Episode: "Outcry"                         |
| 2004–2006 | 偵探小天后         | Lilly Kane                | 11集                                      |
| 2005      | 怪醫豪斯           | Pam                       | Episode: "Detox"                          |
| 2006      | Wildfire           | Rebecca                   | 5集                                       |
| 2006      | CSI犯罪現場        | Lacey Finn                | Episode: "Rashomama"                      |
| 2006      | Justice            | Ann Diggs                 | Episode: "Pretty Woman"                   |
| 2006–2011 | 三棲大丈夫         | Sarah Henrickson          | 44集                                      |
| 2008      | 特工老爹           | Amy (voice)               | Episode: "Escape from Pearl Bailey"       |
| 2014      | 宇宙大探索         | 瑪麗·薩普（配音）         | Episode "The Lost Worlds of Planet Earth" |
| 2017      | 雙峰               | Becky Burnett             | 4集                                       |
| 2018      | 蓋酷家庭           | Ellie (voice)             | Episode: "Boy (Dog) Meets Girl (Dog)"     |
| 2022      | 新創大騙局         | 伊莉莎白·霍姆斯           |                                           |
| 2023      | 擁擠的房間         | Rya Goodwin               | 主角                                      |
| 2024      | 辛普森家庭         | Dr. Lori Spivak（配音）   | 集數：「Frinkenstein's Monster」          |

## 音樂作品
| 年份 | 歌名                                          | 作品             | 專輯                       |
| ---- | --------------------------------------------- | ---------------- | -------------------------- |
| 2008 | "Honey, Honey"                                | 《媽媽咪呀》     | 《媽媽咪呀》電影原聲帶     |
| 2008 | "Our Last Summer"                             | 《媽媽咪呀》     | 《媽媽咪呀》電影原聲帶     |
| 2008 | "Lay All Your Love on Me"                     | 《媽媽咪呀》     | 《媽媽咪呀》電影原聲帶     |
| 2008 | "Gimme! Gimme! Gimme! (A Man After Midnight)" | 《媽媽咪呀》     | 《媽媽咪呀》電影原聲帶     |
| 2008 | The Name of the Game"                         | 《媽媽咪呀》     | 《媽媽咪呀》電影原聲帶     |
| 2008 | "Slipping Through My Fingers"                 | 《媽媽咪呀》     | 《媽媽咪呀》電影原聲帶     |
| 2008 | "I Have a Dream"                              | 《媽媽咪呀》     | 《媽媽咪呀》電影原聲帶     |
| 2008 | "Thank You for the Music"                     | 《媽媽咪呀》     | 《媽媽咪呀》電影原聲帶     |
| 2010 | "Amanda's Love Song"                          | PostTheLove      |                            |
| 2010 | "Little House"                                | 《最後一封情書》 | 《最後一封情書》電影原聲帶 |
| 2011 | "L'il Red Riding Hood"                        | 《血紅帽》       | 網路發行                   |
| 2012 | "In My Life"                                  | 《悲慘世界》     | 《悲慘世界》電影原聲帶     |
| 2012 | "A Heart Full of Love"                        | 《悲慘世界》     | 《悲慘世界》電影原聲帶     |
| 2012 | "One Day More"                                | 《悲慘世界》     | 《悲慘世界》電影原聲帶     |
| 2012 | "A Heart Full of Love – Reprise"              | 《悲慘世界》     | 《悲慘世界》電影原聲帶     |
| 2012 | "Suddenly – Reprise"                          | 《悲慘世界》     | 《悲慘世界》電影原聲帶     |
| 2012 | "Epilogue"                                    | 《悲慘世界》     | 《悲慘世界》電影原聲帶     |
| 2015 | "Mean Ol' Moon"                               | 《熊麻吉2》      | 《熊麻吉2》電影原聲帶      |

## 荣誉
美国《时代》2022年全球百大最具影响力人物之一。

## 資料來源
1. ↑  .   [2008-09-25]. （原始内容存档于2013-09-17）.
2. 1 2 3 4 5 6  Judy Backrach. Wide Eyed Girl. September 2009. Allure magazine
3. ↑  Longsdorf, Amy. . The Morning Call. July 13, 2008  [January 29, 2010]. （原始内容存档于2016-01-09）.
4. ↑  Stated on Live with Regis and Kelly, May 14, 2010; can be viewed at Amanda Seyfried wears her BODYAMR Interview On Live With Regis and Kelly （页面存档备份，存于）
5. ↑  . imdb.   [August 8, 2013]. （原始内容存档于2013-09-17）.
6. ↑  .   [2014-08-06]. （原始内容存档于2021-04-15）.
7. ↑  . The Morning Call. July 13, 2008  [January 6, 2010]. （原始内容存档于2012-10-19）.
8. 1 2  Lina Das. . Daily Mail (UK). June 18, 2008  [January 1, 2010]. （原始内容存档于2008-11-23）.
9. ↑  .   [2014-08-06]. （原始内容存档于2016-03-05）.
10. 1 2  . AskMen.com.   [January 1, 2010]. （原始内容存档于2010-01-25）.
11. ↑  Borys Kit, Leslie Simmons. . The Hollywood Reporter. February 8, 2008  [January 1, 2010]. （原始内容存档于2010-01-10）.
12. ↑  Jennifer Kwan. . Thomas Reuters. Reuters. September 14, 2009  [January 1, 2010]. （原始内容存档于2012-07-08）.
13. ↑  . RottenTomatoes.com. September 21, 2009  [January 1, 2010]. （原始内容存档于2010-08-15）.
14. ↑  .   [2015-11-23]. （原始内容存档于2011-06-09）.
15. ↑  . IMDb. IMDB Inc.   [January 1, 2010]. （原始内容存档于2011-06-22）.
16. ↑  . Zap2it. March 4, 2009  [January 1, 2010]. （原始内容存档于2009年7月7日）.
17. ↑  Nicole Sperling. . Entertainment Weekly. March 23, 2009  [January 1, 2010]. （原始内容存档于2012-07-11）.
18. ↑  Schwartz, Terri. . Viacom. January 1, 2010  [January 2, 2010]. （原始内容存档于2010-01-07）.
19. ↑  . IMDb.   [January 1, 2010]. （原始内容存档于2010-02-03）.
20. ↑  . DearJohnSoundtrack.com.   [January 18, 2010]. （原始内容存档于2010-01-16）.
21. ↑  Gray, Brandon. . Box Office Mojo. February 8, 2010  [June 7, 2010]. （原始内容存档于2010-06-14）.
22. ↑  . Box Office Mojo. IMDb Inc.   [June 7, 2010]. （原始内容存档于2010-06-14）.
23. ↑  Sharon Swart. . Variety. October 8, 2009  [January 1, 2010]. （原始内容存档于2012-11-06）.
24. ↑  . Box Office Mojo. IMDb Inc.   [June 7, 2010]. （原始内容存档于2010-06-13）.
25. ↑  Pevere, Geoff. . The Star (Toronto). December 7, 2010  [2015-11-20]. （原始内容存档于2013-01-17）.
26. ↑  Barshad, Amos. . Nymag.com. July 30, 2012  [August 16, 2012]. （原始内容存档于2011-04-24）.
27. ↑   (PDF).   [April 17, 2011]. （原始内容 (PDF)存档于2011-07-16）.
28. ↑  . Film-book.com. June 6, 2010  [July 28, 2010]. （原始内容存档于2012-03-04）.
29. ↑  . Film-book.com. May 13, 2010  [July 28, 2010]. （原始内容存档于2010-12-22）.
30. ↑  Lauren-Leigh Frum, Dorothy Pomerantz and Lacey Rose. . Forbes. June 22, 2010  [July 28, 2010]. （原始内容存档于2010-07-02）.
31. ↑  Frum, Lauren-Leigh; Pomerantz, Dorothy; Rose, Lacey. . Forbes. June 22, 2010  [July 28, 2010]. （原始内容存档于2010-07-23）.
32. ↑  Teen Choice Awards 2010
33. 1 2  Dave McNary. . Variety. January 28, 2009  [January 2, 2010]. （原始内容存档于2011-01-14）.
34. ↑  Variety. . Empire. January 29, 2009  [January 26, 2014]. （原始内容存档于2015-09-24）.
35. ↑  . Blogs.orlandosentinel.com.   [April 17, 2011]. （原始内容存档于2010-09-08）.
36. ↑  . Bleedingcool.com. November 14, 2010  [April 17, 2011]. （原始内容存档于2019-06-17）.
37. ↑  . Bloomberg. October 28, 2010  [August 19, 2015]. （原始内容存档于2015-10-01）.
38. ↑  Published Wednesday, January 11, 2012, 19:08 GMT. . Digitalspy.co.uk. January 11, 2012  [August 16, 2012]. （原始内容存档于2015-10-24）.
39. ↑  Jones, Kenneth. . playbill.com. 18 January 2012  [November 24, 2012]. （原始内容存档于2012-09-03）.
40. ↑  Kit, Borys. . hollywoodreporter.com. January 17, 2012  [November 27, 2012]. （原始内容存档于2019-06-29）.
41. ↑  . HitFix. January 2, 2011  [January 9, 2012]. （原始内容存档于2013-11-14）.
42. ↑  . Variety (PMC). May 15, 2013  [2015-11-13]. （原始内容存档于2021-02-25）.
43. ↑  Z for Zachariah (film)
44. ↑  Lisa Niven. . Vogue. May 1, 2013  [August 19, 2015]. （原始内容存档于2016-03-16）.
45. ↑  . Deadline. April 23, 2014  [2014-04-24]. （原始内容存档于2021-02-05）.
46. ↑  .   [2014-08-06]. （原始内容存档于2020-10-25）.
47. ↑  . Los Angeles Times. June 1, 2011  [2014-08-06]. （原始内容存档于2020-11-27）.
48. ↑  White, Chelsea. . London: Daily mail. December 4, 2013  [February 25, 2014]. （原始内容存档于2020-03-19）.
49. ↑  .   [2015-10-01]. （原始内容存档于2015-12-04）.
50. ↑  . PopSugar. March 31, 2010  [August 19, 2015]. （原始内容存档于2020-11-27）.
51. ↑  . 三立新聞網. October 24, 2016  [2016-11-15]. （原始内容存档于2017-03-05）.
52. ↑  . Entertainment Tonight.   [2022-06-09]. （原始内容存档于2022-06-11） （美国英语）.

## 外部連結
- 阿曼達·西耶弗里德在互联网电影资料库（IMDb）上的資料（英文）
- Amanda Seyfried的X（前Twitter）
- Amanda Seyfreid的Instagram帳戶
- 阿曼達·西耶弗里德的Facebook專頁